# Michael Boyle (Basketballspieler)
Michael Charles Boyle (* 1957) ist ein ehemaliger US-amerikanisch-deutscher Basketballspieler.

## Laufbahn
Boyle, Sohn eines US-Amerikaners und einer aus Düsseldorf stammenden Deutschen, wuchs in den Vereinigten Staaten auf, spielte an der Brockton High School in Massachusetts sowie anschließend bis 1979 im selben Bundesstaat an der Bridgewater State University.
Er spielte ab der Saison 1980/81 beim USC Bayreuth in der Basketball-Bundesliga. Im Spieljahr 1982/83 war er mit Bayreuth auch im Europapokal vertreten. 1983 wechselte der Aufbauspieler zum 1. FC Bamberg in die 2. Basketball-Bundesliga und war im Spieljahr 1983/84 hinter Kennith Sweet zweitbester Bamberger Punkteschütze (359). Er trug damit zum Wiederaufstieg Bambergs in die Bundesliga bei.
Nach einem Jahr in Bamberg kehrte Boyle nach Bayreuth zurück. Die Mannschaft war inzwischen in die zweite Liga abgestürzt, unter dem neuen Namen BG Steiner-Optik stieg Boyle mit Bayreuth 1985 wieder in die Bundesliga auf und zog als Zweitligist zudem ins Endspiel des DBB-Pokals ein.
In der Saison 1985/86 nahm Boyle mit Steiner Bayreuth als Bundesliga-Aufsteiger auch am europäischen Vereinswettbewerb Korac-Cup teil. In den folgenden Jahren kamen weitere Europapokaleinsätze hinzu. Boyle spielte später noch für den MTV Wolfenbüttel.
1984 bestritt Boyle drei A-Länderspiele für die bundesdeutsche Nationalmannschaft. Während seiner Laufbahn erzielte Boyle in der Bundesliga insgesamt 2052 Punkte.